# Jean Dujardin
Jean Dujardin (sinh ngày 19 tháng 6 năm 1972) là một diễn viên điện ảnh Pháp. Anh đã tham gia diễn xuất trong phim The Artist. Tại lễ trao giải Oscar lần thứ 84, The Artist chiến thắng ở hạng mục phim hay nhất và Jean Dujardin giành Giải Oscar cho nam diễn viên chính xuất sắc nhất, cùng Meryl Streep giành Giải Oscar cho nữ diễn viên chính xuất sắc nhất.